# Eve Esin
Eve Esin (Estado de Akwa Ibom, 17 de octubre de 1986) es una actriz nigeriana, ganadora de los City People Entertainment Awards en la categoría de actriz revelación de Nigeria en 2015, de los Premios de la Academia del Cine Africano a la mejor actriz de reparto y de los Africa Magic Viewers' Choice Awards en la categoría de mejor actriz en una producción dramática.

## Biografía
Esin nació en el estado de Akwa Ibom, una zona geográfica del sur de Nigeria ocupada predominantemente tribus minoritarias. Completó su educación primaria en su ciudad natal y acto seguido se inscribió en la Escuela Secundaria de la Inmaculada Concepción Itak-Ikono en el Estado de Akwa Ibom, donde obtuvo un certificado de Estudios Superiores de África Occidental. A continuación fue a la Universidad de Calabar en el Estado de Cross River, donde se graduó con una licenciatura en Artes Teatrales.
Antes de incorporarse oficialmente a la industria cinematográfica nigeriana en 2005, conocida comúnmente como Nollywood, se desempeñó profesionalmente en el ámbito bancario. Ese año participó en una audición para la película Indecent Desire. Según el reputado medio de comunicación nigeriano The Tribune, Esin ha aparecido en más de cien películas en su país.

## Premios y reconocimientos
- City People Entertainment Awards, actriz revelación de Nigeria.[1]
- Premio de la Academia del Cine Africano, mejor actriz de reparto.[1]
- Africa Magic Viewers' Choice Awards, mejor actriz en una producción dramática.[1]

## Filmografía destacada
- Blue (2019)
- Pains Of Life (2017)
- Girls Are Not Smiling (2017)
- Treasure (2017)
- The Storm (2016)
- Marry Who You Love (2016)
- Oshimiri (2015)
- Idemili (2014)
- Brothers War (2013)
- Brave Mind (2012)
- Deep Water (2012)
- Hand Of Fate (2012)
- Sins Of The Past (2012)
- The Enemy I See (2012)
- Gallant Babes (2011)
- Thanks For Coming (2011)
- Mad Sex (2010)
- Royal War (2010)
- Indecent Desire (2005)